# Gustavo Cuéllar
Gustavo Leonardo Cuéllar Gallego (Barranquilla, 14 de outubro de 1992) é um futebolista colombiano que atua como volante. Atualmente está no Grêmio.

## Clubes

### Deportivo Cali
Gustavo Cuéllar começou nas categorias de base do Deportivo Cali, sendo promovido ao time profissional em 2009.

### Atlético Junior
Em maio de 2014, foi contratado por empréstimo pelo Atlético Junior, com contrato válido até 20 de junho de 2016.

### Flamengo
No início de 2016, foi noticiado que o Cruzeiro estava interessado em seu futebol. Porém, após o clube mineiro desistir oficialmente de contratar o atleta, jornal colombiano Habla Deportes afirmou que o atleta estava acertado com o Flamengo, tornando-se, assim, o nono reforço do clube no ano.
No dia 20 de janeiro de 2016, Cuéllar confirmou à rádio colombiana Antena 2 que já havia se acertado com o clube por três temporadas, sendo assim o novo reforço do Flamengo. A negociação foi confirmada no mesmo dia pelo Deportivo Cali, que continuou com 30% dos direitos econômicos de Cuéllar, vendendo 70% dos direitos dele ao rubro-negro por um valor que girou em torno de dois milhões de dólares.
Marcou seu primeiro gol pelo Fla no dia 28 de junho de 2017, contra o Santos, válido pela Copa do Brasil. O volante acertou um chutaço de fora da área, na gaveta, sem chances para o goleiro Vanderlei, num jogo que terminou com a vitória da equipe rubro-negra por 2–0. No dia 20 de setembro de 2017, foi considerado o craque do jogo em uma partida contra o Botafogo válida pela Copa do Brasil.
No dia 12 de janeiro de 2019, contra o Eintracht Frankfurt, foi eleito o melhor em campo na partida em que o Flamengo venceu por 1–0 e conquistou a Florida Cup.
Cuéllar estava no Flamengo desde 2016, era considerado um dos principais atletas do elenco quando foi negociado e assim deixando o Rubro-Negro após realizar 167 partidas e marcado dois gols pelo clube.

### Al-Hilal
Foi anunciado como novo reforço do Al-Hilal, da Arábia Saudita, no dia 30 de agosto de 2019. O clube árabe desembolsou 7,5 milhões de euros (cerca de R$ 34 milhões) e superou a concorrência do Bologna para contar com o jogador.

### Al-Shabab
Foi anunciado como novo reforço do Al-Shabab, da Arábia Saudita, no dia 4 de julho de 2023. A imprensa árabe estima que sua nova equipe pagou cerca de 5 milhões de dólares (R$ 24 milhões) para superar a concorrência de clubes brasileiros como Corinthians,  Internacional e Vasco da Gama.

### Grêmio
Foi anunciado como reforço do Grêmio na noite de 15 de janeiro de 2025. 

## Seleção Colombiana
Estreou pela Seleção Colombiana principal no dia 8 de setembro de 2015, em um amistoso contra o Peru.
No dia 20 de janeiro de 2017, Cuéllar foi convocado pelo técnico José Pékerman para o Jogo da Amizade, contra a Seleção Brasileira. Como o amistoso foi agendado fora da Data FIFA, apenas atletas que atuam no futebol brasileiro e colombiano foram convocados.
Quando o técnico da seleção colombiana José Pekerman divulgou uma pré-lista de 35 jogadores convocados para a Copa do Mundo de 2018, o nome de Cuéllar era um dos presentes fazendo com que ele fosse o quinto jogador estrangeiro a defender a Seleção de seu país em uma Copa do Mundo enquanto jogador do Flamengo. Porém, ele acabou não sendo chamado para a lista final de 23 jogadores.
Na Copa América 2019, Cuéllar marcou seu primeiro gol pela Seleção Colombiana, na vitória de 1–0 sobre o Paraguai, assegurando à Colômbia o primeiro lugar do grupo B.

## Estilo de jogo
Cuéllar é um típico primeiro volante, responsável pela marcação e tem facilidade centralizada, na esquerda ou também na direita. Segundo o repórter Rafael Castillo, do Diário El Heraldo, da Colômbia:
| “ | É um volante moderno que conduz bem a bola e tem boa pegada. Atua na primeira linha do meio do campo e ajuda bastante na saída de bola. Não é veloz ou potente, mas tem muito bom controle de bola. Sua principal virtude é essa. Recuperar a bola e conduzi-la bem. Apesar da juventude, já tem certa experiência, pois jogou o Mundial Sub-17 e Sub-20 e em ambos chegou até as fases finais. Recentemente, foi convocado para a seleção colombiana. O ano de 2015 foi o melhor dele no Junior. Não sei se foi o melhor da carreira, porque no Cali teve grandes atuações, quando ainda era bem jovem. Quando chegou ao Junior, em 2014, não começou tão bem, mas depois cresceu muito. Era considerado fundamental para o time por causa do seu estilo de jogo. Vai fazer muita falta ao esquema armado na equipe. | ” |

## Estatísticas
Atualizadas até 04 de julho de 2023.[carece de fontes?]

### Clubes
| Clube             | Temporada         | Campeonato nacional | Campeonato nacional | Campeonato nacional | Copa nacional[a] | Copa nacional[a] | Copa nacional[a] | Competições continentais[b] | Competições continentais[b] | Competições continentais[b] | Outros torneios[c] | Outros torneios[c] | Outros torneios[c] | Total | Total | Total   |
| Clube             | Temporada         | Jogos               | Gols                | Assist.             | Jogos            | Gols             | Assist.          | Jogos                       | Gols                        | Assist.                     | Jogos              | Gols               | Assist.            | Jogos | Gols  | Assist. |
| ----------------- | ----------------- | ------------------- | ------------------- | ------------------- | ---------------- | ---------------- | ---------------- | --------------------------- | --------------------------- | --------------------------- | ------------------ | ------------------ | ------------------ | ----- | ----- | ------- |
| Deportivo Cali    | 2009              | 1                   | 0                   | 0                   | —                | —                | —                | —                           | —                           | —                           | —                  | —                  | —                  | 1     | 0     | 0       |
| Deportivo Cali    | 2010              | 12                  | 0                   | 1                   | —                | —                | —                | —                           | —                           | —                           | —                  | —                  | —                  | 12    | 0     | 1       |
| Deportivo Cali    | 2011              | 20                  | 0                   | 1                   | 6                | 0                | 0                | 1                           | 0                           | 0                           | —                  | —                  | —                  | 27    | 0     | 1       |
| Deportivo Cali    | 2012              | 37                  | 0                   | 0                   | 4                | 0                | 0                | —                           | —                           | —                           | —                  | —                  | —                  | 41    | 0     | 0       |
| Deportivo Cali    | 2013              | 38                  | 2                   | 2                   | 3                | 0                | 0                | —                           | —                           | —                           | —                  | —                  | —                  | 41    | 2     | 2       |
| Deportivo Cali    | 2014              | 10                  | 0                   | 0                   | —                | —                | —                | 5                           | 0                           | 0                           | 2                  | 0                  | 0                  | 17    | 0     | 0       |
| Deportivo Cali    | Total             | 118                 | 2                   | 4                   | 13               | 0                | 0                | 6                           | 0                           | 0                           | 2                  | 0                  | 0                  | 139   | 2     | 4       |
| Junior            | 2014              | 15                  | 0                   | 0                   | 10               | 0                | 0                | —                           | —                           | —                           | —                  | —                  | —                  | 25    | 0     | 0       |
| Junior            | 2015              | 34                  | 0                   | 0                   | 9                | 0                | 0                | 4                           | 0                           | 0                           | —                  | —                  | —                  | 47    | 0     | 0       |
| Junior            | Total             | 49                  | 0                   | 0                   | 19               | 0                | 0                | 4                           | 0                           | 0                           | 0                  | 0                  | 0                  | 72    | 0     | 0       |
| Flamengo          | 2016              | 16                  | 0                   | 1                   | 4                | 0                | 0                | 3                           | 0                           | 0                           | 10                 | 0                  | 0                  | 33    | 0     | 1       |
| Flamengo          | 2017              | 25                  | 0                   | 0                   | 7                | 1                | 0                | 11                          | 1                           | 0                           | 9                  | 0                  | 0                  | 52    | 2     | 0       |
| Flamengo          | 2018              | 28                  | 0                   | 2                   | 6                | 0                | 0                | 6                           | 0                           | 0                           | 12                 | 0                  | 0                  | 52    | 0     | 2       |
| Flamengo          | 2019              | 9                   | 0                   | 0                   | 3                | 0                | 0                | 10                          | 0                           | 0                           | 12                 | 0                  | 0                  | 34    | 0     | 0       |
| Flamengo          | Total             | 78                  | 0                   | 3                   | 20               | 1                | 0                | 30                          | 1                           | 0                           | 43                 | 0                  | 0                  | 171   | 2     | 3       |
| Al-Hilal          | 2019–20           | 26                  | 0                   | 1                   | 3                | 0                | 1                | 0                           | 0                           | 0                           | 3                  | 0                  | 0                  | 32    | 0     | 2       |
| Al-Hilal          | 2020–21           | 25                  | 0                   | 0                   | 1                | 0                | 0                | 0                           | 0                           | 0                           | 3                  | 0                  | 0                  | 29    | 0     | 0       |
| Al-Hilal          | 2021–22           | 23                  | 0                   | 1                   | 3                | 0                | 0                | 5                           | 0                           | 0                           | 3                  | 0                  | 0                  | 34    | 0     | 1       |
| Al-Hilal          | 2022–23           | 24                  | 0                   | 0                   | 3                | 0                | 0                | 0                           | 0                           | 0                           | 3                  | 0                  | 0                  | 30    | 0     | 1       |
| Al-Hilal          | Total             | 98                  | 0                   | 2                   | 10               | 0                | 0                | 5                           | 0                           | 0                           | 12                 | 0                  | 0                  | 125   | 0     | 4       |
| Al-Shabab         | 2023–24           | 0                   | 0                   | 0                   | 0                | 0                | 0                | 0                           | 0                           | 0                           | 0                  | 0                  | 0                  | 0     | 0     | 0       |
| Al-Shabab         | Total             | 0                   | 0                   | 0                   | 0                | 0                | 0                | 0                           | 0                           | 0                           | 0                  | 0                  | 0                  | 0     | 0     | 0       |
| Total na carreira | Total na carreira | 343                 | 2                   | 6                   | 65               | 1                | 1                | 45                          | 1                           | 0                           | 57                 | 0                  | 0                  | 507   | 4     | 11      |

- a. ^ Jogos da Copa Colombia
- b. ^ Jogos da Copa Sul-Americana e Copa Libertadores da América
- c. ^ Jogos da Supercopa Colombia, Primeira Liga do Brasil e Campeonato Carioca

#### Lista de gols marcados por clubes
Deportivo Cali
| # | Data       | Estádio                                 | Placar (Gol)                     | Resultado Final (Partida)        | Torneio         | Ref.   |
| - | ---------- | --------------------------------------- | -------------------------------- | -------------------------------- | --------------- | ------ |
| 1 | 02/02/2013 | Estádio Olímpico Pascual Guerrero, Cali | Deportivo Cali 2 x 1 Once Caldas | Deportivo Cali 2 x 1 Once Caldas | Liga Postobón I | [ 19 ] |

Flamengo
| # | Data       | Estádio                       | Placar (Gol)               | Resultado Final (Partida)  | Torneio            | Ref.   |
| - | ---------- | ----------------------------- | -------------------------- | -------------------------- | ------------------ | ------ |
| 1 | 28/06/2017 | Ilha do Urubu, Rio de Janeiro | Flamengo 2 x 0 Santos      | Flamengo 2 x 0 Santos      | Copa do Brasil     | [ 20 ] |
| 2 | 20/09/2017 | Ilha do Urubu, Rio de Janeiro | Flamengo 1 x 0 Chapecoense | Flamengo 4 x 0 Chapecoense | Copa Sul-Americana | [ 21 ] |

### Seleção Colombiana
Abaixo estão listados todos jogos e gols do futebolista pela Seleção Colombiana, desde as categorias de base. Abaixo da tabela, clique em expandir para ver a lista detalhada dos jogos de acordo com a categoria selecionada.
Sub-15
| Ano   |       |      |         |       |
| Ano   | Jogos | Gols | Assist. | Média |
| ----- | ----- | ---- | ------- | ----- |
| 2007  | 0     | 0    | 0       | 0     |
| Total | 0     | 0    | 0       | 0     |

Sub-17
| Ano   |       |      |         |       |
| Ano   | Jogos | Gols | Assist. | Média |
| ----- | ----- | ---- | ------- | ----- |
| 2009  | 7     | 2    | 0       | 0,28  |
| Total | 7     | 2    | 0       | 0,28  |

|    | Data                  | Local                                                      | Resultado | Adversário    | Gols | Assist. | Competição                        |
| -- | --------------------- | ---------------------------------------------------------- | --------- | ------------- | ---- | ------- | --------------------------------- |
| 1. | 25 de outubro de 2009 | U. J. Esuene Stadium, Calabar, Nigéria                     | 2–1       | Países Baixos | 0    | 0       | Campeonato Mundial Sub-17 de 2009 |
| 2. | 28 de outubro de 2009 | U. J. Esuene Stadium, Calabar, Nigéria                     | 0–0       | Irã           | 0    | 0       | Campeonato Mundial Sub-17 de 2009 |
| 3. | 31 de outubro de 2009 | U. J. Esuene Stadium, Calabar, Nigéria                     | 2–2       | Gâmbia        | 2    | 0       | Campeonato Mundial Sub-17 de 2009 |
| 4. | 4 de novembro de 2009 | Otunba Dipo Dina International Stadium, Ijebu Ode, Nigéria | 3–2       | Argentina     | 0    | 0       | Campeonato Mundial Sub-17 de 2009 |
| 5. | 8 de outubro de 2009  | Abubakar Tafawa Balewa Stadium, Bauchi, Nigéria            | 1–1       | Turquia       | 0    | 0       | Campeonato Mundial Sub-17 de 2009 |
| 6. | 12 de outubro de 2009 | Teslim Balogun Stadium, Lagos, Nigéria                     | 0–4       | Suíça         | 0    | 0       | Campeonato Mundial Sub-17 de 2009 |
| 7. | 15 de outubro de 2009 | Abuja National Stadium, Abuja, Nigéria                     | 0–1       | Espanha       | 0    | 0       | Campeonato Mundial Sub-17 de 2009 |

Sub-20
| Ano   |       |      |         |       |
| Ano   | Jogos | Gols | Assist. | Média |
| ----- | ----- | ---- | ------- | ----- |
| 2011  | 5     | 0    | 0       | 0     |
| Total | 5     | 0    | 0       | 0     |

|    | Data                    | Local                              | Resultado | Adversário | Gols | Assist. | Competição                              |
| -- | ----------------------- | ---------------------------------- | --------- | ---------- | ---- | ------- | --------------------------------------- |
| 1. | 29 de janeiro de 2011   | Estádio Jorge Basadre, Tacna, Peru | 3–3       | Paraguai   | 0    | 0       | Campeonato Sul-Americano Sub-20 de 2011 |
| 2. | 4 de fevereiro de 2011  | Estádio Arequipa, Arequipa, Peru   | 0–2       | Brasil     | 0    | 0       | Campeonato Sul-Americano Sub-20 de 2011 |
| 3. | 6 de fevereiro de 2011  | Estádio Arequipa, Arequipa, Peru   | 0–0       | Equador    | 0    | 0       | Campeonato Sul-Americano Sub-20 de 2011 |
| 4. | 9 de fevereiro de 2011  | Estádio Arequipa, Arequipa, Peru   | 1–3       | Chile      | 0    | 0       | Campeonato Sul-Americano Sub-20 de 2011 |
| 5. | 12 de fevereiro de 2011 | Estádio Arequipa, Arequipa, Peru   | 0–2       | Argentina  | 0    | 0       | Campeonato Sul-Americano Sub-20 de 2011 |

Seleção principal
| Ano   |       |      |         |       |
| Ano   | Jogos | Gols | Assist. | Média |
| ----- | ----- | ---- | ------- | ----- |
| 2015  | 1     | 0    | 0       | 0     |
| 2016  | 1     | 0    | 0       | 0     |
| 2017  | 1     | 0    | 0       | 0     |
| 2018  | 1     | 0    | 0       | 0     |
| 2019  | 3     | 1    | 0       | 0     |
| Total | 7     | 1    | 0       | 0     |

|    | Data                   | Local                                         | Resultado | Adversário    | Gols | Assist. | Competição                     |
| -- | ---------------------- | --------------------------------------------- | --------- | ------------- | ---- | ------- | ------------------------------ |
| 1. | 8 de setembro de 2015  | Red Bull Arena, Nova Jérsei, Estados Unidos   | 1–1       | Peru          | 0    | 0       | Amistoso                       |
| 2. | 29 de março de 2016    | Estadio Metropolitano, Barranquilla, Colômbia | 3–1       | Equador       | 0    | 0       | Elim. da Copa do Mundo de 2018 |
| 3. | 25 de janeiro de 2017  | Estádio Nilton Santos, Rio de Janeiro, Brasil | 0–1       | Brasil        | 0    | 0       | Amistoso: Jogo da Amizade      |
| 4. | 11 de setembro de 2018 | MetLife Stadium, Nova Jérsei, Estados Unidos  | 0–0       | Argentina     | 0    | 0       | Amistoso                       |
| 5. | 26 de março de 2019    | Seul World Cup Stadium, Seul, Coreia do Sul   | 1–2       | Coreia do Sul | 0    | 0       | Amistoso                       |
| 6. | 9 de junho de 2019     | Estádio Monumental "U", Lima, Peru            | 3–0       | Peru          | 0    | 0       | Amistoso                       |
| 7. | 23 de junho de 2019    | Arena Fonte Nova, Salvador, Brasil            | 1–0       | Paraguai      | 1    | 0       | Copa América de 2019           |

Seleção Colombiana (total)
| Ano   |       |      |         |       |
| Ano   | Jogos | Gols | Assist. | Média |
| ----- | ----- | ---- | ------- | ----- |
| 2007  | 0     | 0    | 0       | 0     |
| 2009  | 7     | 2    | 0       | 0,28  |
| 2011  | 5     | 0    | 0       | 0     |
| 2015  | 1     | 0    | 0       | 0     |
| 2016  | 1     | 0    | 0       | 0     |
| 2017  | 1     | 0    | 0       | 0     |
| 2018  | 1     | 0    | 0       | 0     |
| 2019  | 3     | 1    | 0       | 0     |
| Total | 19    | 3    | 0       | 0,15  |

## Títulos
Deportivo Cali
- Copa Colômbia: 2010

Junior Barranquilla
- Copa Colômbia: 2015

Flamengo
- Campeonato Carioca: 2017 e 2019
- Copa Libertadores da América: 2019
- Campeonato Brasileiro: 2019

Al-Hilal
- Liga dos Campeões da AFC: 2019 e 2021
- Campeonato Saudita: 2019–20, 2020–21 e 2021–22
- Copa do Rei: 2019–20 e 2022–23
- Supercopa Saudita: 2021

Grêmio
- Recopa Gaúcha: 2025

### Prêmios individuais
- Prêmio Craque do Brasileirão – Craque da Galera: 2018[22]
- Seleção do Campeonato Carioca: 2019[23]